# Sabine Knickrehm
Sabine Knickrehm (* 26. Oktober 1959 in Hamburg) ist Vorsitzende Richterin am Bundessozialgericht.

## Leben
Sabine Knickrehm ist Absolventin der Hamburger einstufigen Juristenausbildung, während deren sie sich bereits schwerpunktmäßig mit Arbeits- und Sozialrecht befasste. Ihren beruflichen Einstieg fand sie 1985 als Rechtsanwältin in einer Hamburger Anwaltskanzlei. Im Januar 1986 wechselte sie als wissenschaftliche Mitarbeiterin zum Bundessozialgericht.
Ab August 1986 setzte sie ihre berufliche Laufbahn in der hessischen Sozialgerichtsbarkeit fort, zunächst als Richterin beim Sozialgericht Frankfurt am Main und ab Januar 1991 beim Hessischen Landessozialgericht in Darmstadt.  
Am 1. April 2003 trat sie ihr Amt als Richterin am Bundessozialgericht an, in dessen 9a./9b./10. Senat (Kriegsopfer- und Soldatenversorgung, Schwerbehindertenrecht, Sozialhilfe, Asylbewerberleistungsgesetz, Sozialversicherung der Landwirte, Bundeserziehungsgeldgesetz) sie zunächst tätig war. Seit dem Juli 2007 ist sie mit Streitsachen aus dem Bereich der  Grundsicherung für Arbeitsuchende befasst, bis Ende August 2008 im 14. Senat, seitdem im 4. Senat. Seit Dezember 2009 war sie stellvertretende Vorsitzende des 4. Senats. Am 16. August 2016 übernahm sie den Vorsitz des 13. Senats, der für Angelegenheiten auf dem Gebiet der gesetzlichen Rentenversicherung zuständig ist. 
Neben ihrer richterlichen Tätigkeit lehrt Sabine Knickrehm Sozialrecht an der Universität Kassel. 
Ihr Ehemann, Vasco Knickrehm, ist Direktor des Sozialgerichts Kassel.